# Francesco d'Isa
Francesco d'Isa, né à Capoue en 1572 et mort à Rome en 1622, est un littérateur et dramaturge italien.

## Biographie
Francesco d'Isa naquit en 1572, à Capoue, d’une famille patricienne. Après avoir fait d’excellentes études, il embrassa l’état ecclésiastique et fut pourvu d’un canonicat de sa ville natale. Dans ses loisirs, il cultiva l’histoire et la poésie. Ses Recherches sur Capoue, louées par ses contemporains, sont restées inédites ; mais on a de lui cinq comédies en prose, composées à l’imitation des Grecs et des Latins, que Maffei et Crescimbeni mettent au nombre des meilleures pièces du théâtre italien. Elles sont intitulées Alvida, Flaminia, La Fortunia, Ginevra et Il Malmaritato.
Toutes ces pièces, imprimées de 1600 à 1622, in-12 ou petit in-8°, parurent sous le nom d’Ottavio d’Isa, frère de l’auteur, qui sans doute n’osait pas les avouer, en raison de son état ecclésiastique. Quoiqu’elles aient eu plusieurs éditions, elles n’en sont pas moins devenues très rares, et l’on a quelque raison de s’étonner qu’elles n’aient pas été reproduites dans les Raccolte si fort multipliés dans ces derniers temps en Italie. Des motifs que l’on ignore ayant conduit à Rome Francesco d’Isa, il y mourut en 1622, à 50 ans, et fut inhumé dans l’église Santa Maria del Popolo. Un noble Capouan, Vincenzo Frapperio Ratta, son ami particulier, lui consacra une épitaphe, dans laquelle il le nomme Plautus italicus, et lui restitue les comédies publiées sous le nom de son frère. Cette épitaphe est probablement disparue, puisque Galletti ne l’a pas donnée dans ses Inscriptiones romanæ infimi ævi, mais elle a été recueillie par Crescimbeni, qui rapporte aussi le sonnet au prince d’Espagne, placé par Isa en tête de la Flaminia. (Voy. l’lstoria della volgar poesia, t. 4, p. 160).